# زیردریایی کلاس استیکلبک
سابمارین کلاس استیکلبک (به انگلیسی: Stickleback-class submarine) یک کلاس از زیردریایی است که طول آن ۵۰ فوت ۸ اینچ (۱۵٫۴۴ متر) می‌باشد.